# HarmonyOS 4
HarmonyOS 4 je čtvrtá hlavní verze operačního systému HarmonyOS, vydaná 4. srpna 2023.
U této verze se firma Huawei, jenž systém vyvíjí, zaměřila hlavně na sjednocení systému napříč různými zařízeními, například telefonem, chytrou televizí, čí hodinkami Huawei Watch. Systém v současné době (listopad 2023) využívá více než 100 milionů zařízení.

## Historie
Čtvrtá verze HarmonyOS byla poprvé oznámena 1. srpna 2023 na Huawei Developers Conference, přibližně devět měsíců po vydání stabilní verze HarmonyOS 3. Prvním zařízením s HarmonyOS 4 se stal Huawei Mate 60 Pro. Aktualizaci následně obdrželo také 33 dalších modelu, mezi nimi i pět let staré Huawei P30, či Huawei Mate 20, které společnost představila na podzim 2018. Zařízení také díky systému získala vyšší verzi API 10. Jedny z prvních hodinek s HarmonyOS 4 jsou Huawei Watch GT 4.

## Nové funkce
Oproti starším verzím HarmonyOS získal nové funkce jako například:
- Nová personalizace
- Chytré notifikační centrum
- 1800 nových emoji samolepek
- Chytré vyhledávání
- Delší výdrž baterie o 20%
- Kontrolní panel s novým hudebním přehrávačem
- Sdílení obrazovky
- Nový hlasový asistent
- Interaktivní hodinové ciferníky[5]

Mezi nejvýznamnější funkce patří také možnost změny grafiky písma a widgetu.